# Ключевская Сопка
Ключевска́я Со́пка, или Ключевской — действующий стратовулкан на востоке полуострова Камчатка. Самый высокий активный вулкан в Евразии. Возраст приблизительно 7000 лет.
Высота варьируется от 4688 до 4750 метров и выше над уровнем моря.
Маршруты восхождений имеют категории сложности от 2А.

## Основные сведения
Ключевская Сопка — самый высокий из действующих вулканов Евразии. Относительная высота 1750 м. Абсолютная высота вулкана в разных источниках колеблется от 4688 м до 4750 м. Расположен в 60 километрах западнее Камчатского залива. Рядом расположены посёлки Ключи и Козыревск.

## Активность в историческое время
Один из самых активных вулканов мира. Его извержения известны с 1697 года

### 1737 год
Описание извержения 1737 года есть в одной из книг С. П. Крашенинникова: «Сей ужасный пожар начался сентября 2 и продолжался с неделю, с такою свирепостью, что жители, которые близ горы на рыбном промысле были, ежечасно к смерти готовились, ожидая кончины. Пламя, которое внутри её сквозь расщелины было видимо, устремлялось иногда вниз, как огненная река, с ужасным шумом. В горе слышен был гром, треск, и будто сильными мехами раздувание, от которого все ближние места дрожали. Особливый страх был жителям в ночное время, ибо в темноте все слышнее и виднее было. Конец пожара был обыкновенный, то есть извержение множества пеплу, из которого, однако ж, немного на землю пало, для того что всю тучу унесло в море».

### 1932—1933 годы
В 1932 году на фоне продолжающейся активности центрального кратера на северо-восточном склоне вулкана с 25 января 1932 по 8 апреля 1933 происходило извержение лавы из трёх эруптивных центров на высоте 700—780 м.

### 1938—1939 годы
Побочное извержение группы Билюкай продолжалось с 7 февраля 1938 по 2 марта 1939 на восточном склоне вулкана. Выше конуса Билюкай по трещине длиной около 5 км возникло несколько взрывных кратеров на высотах от 900 до 1900 м. По геологическому эффекту это извержение было самым крупным из всех исторических побочных извержений.

### 1944—1945 годы
Вершинное извержение вулкана продолжалось с 5 декабря 1944 по 31 января 1945 Извержение сопровождалось мощным пеплопадом, объём выпавшего пепла был около 0,6 км³. В январе 1945 года по Крестовскому жёлобу излился лавовый поток.

### 1945 год
Побочное извержение Юбилейной группы продолжалось с 19 июня по 07 июля 1945 на юго-восточном склоне вулкана. На высотах от 1100 до 1450 м по трещине длиной около 2 км произошло образование цепочки взрывных кратеров.

### 1946 год
Побочное извержение Апахончич продолжалось с 23 октября по 22 ноября 1946 года на юго-восточном склоне вулкана на высоте 1620 м из одного эруптивного центра. Лавовый поток протянулся на 8,5 км.

### 1951 год
Побочное извержение имени А. Былинкиной продолжалось с 20 до 30 ноября 1951 на высоте 950 м из двух эруптивных центров с разрушением шлакового конуса сложного строения и излиянием короткого крупноглыбового лавового потока большой мощности (40 м).

### 1953 год
Побочное извержение имени Д. Белянкина продолжалось с 13 по 25 июня 1953 на высоте 1300 м с образованием небольшого шлакового конуса и лавового потока длиной 6 км.

### 1956 год
Побочные эффузивные извержения имени В. Вернадского и имени В. Крыжановского продолжались с 28 июля до 5—10 августа 1956 выше Юбилейного прорыва. По трещине из двух эруптивных центров в течение 10 дней происходило излияние небольших глыбовых лавовых потоков.

### 1966—1967 годы
Побочное извержение имени Б. Пийпа продолжалось с 6 октября 1966 по 5 января 1967 на высоте 2100 м на северо-восточном склоне вулкана. На трещине образовалось 11 эксплозивных воронок, из нижних излился лавовый поток длиной 10 км.

### 1974 год
Побочное извержение «IV Всесоюзное вулканологическое совещание» (IV ВВС) продолжалось с 23 августа по 30 декабря 1974 на юго-юго-западном склоне вулкана. На трещине локализовались два кратера — эксплозивный на высоте 3600 м и эффузивный на 200 м ниже. Глыбовый лавовый поток из небольшого шлакового конуса, сформированного на месте нижнего кратера, протянулся на 2,5 км.

### 1980 год
Побочное извержение «8 Марта» продолжалось с 5 по 12 марта 1980 и носило чисто эффузивный характер. По трещине длиной 1 км на высоте 1800 м образовалась цепочка небольших эруптивных центров, из них произошло излияние маломощных шлакоглыбовых лавовых потоков.

### 1983 год
Побочный прорыв «Предсказанный». Извержение продолжалось с 8 марта по 27 июля 1983 на высоте 2875 м на восточном склоне вулкана. Особенностью этого прорыва было сохранение одного эруптивного центра в течение всего извержения, которое длилось 111 суток, и образование лавоводов внутри лавового поля на значительном удалении от шлакового конуса. Извержение было эксплозивно-эффузивным.

### 1984 год
В 1984 году в вершинном кратере началось формирование шлакового конуса. Его рост сопровождался фонтанированием бомб на высоту от 50 до 1000 м. Периодически происходили парогазовые взрывы с образованием эруптивных облаков, иногда нагруженных пеплом. Дно кратера постепенно заполнялось лавой, и она переливалась на склоны вулкана. В последующие годы шлаковый конус полностью перекрыл полость кратера и сформировал новую вершину. Лавовые потоки в течение всего этого цикла извержений (1984—1987 года) продолжали периодически изливаться на склоны вулкана.
Вершинные извержения 1978—1980 и 1984—1987 годов были существенно эффузивными. Тип извержений менялся от вулканского до стромболианского. Газопепловые тучи несколько раз достигали высоты 12—15 км, в стратосферу забрасывались пепловые частицы и аэрозоли. Газо-пепловый шлейф распространялся на десятки и сотни километров. Расход пепла при вершинных извержениях и мощность взрывов оценивались в пределах от 1 до 150 м³/с и от 106 до 108 кВт соответственно. В периоды усиления эксплозивно-эффузивной деятельности грязевые потоки, пропиливая глубокие каньоны в ледниках, растекались более чем на 30 км от подножия вулкана. Ещё одной особенностью этого извержения было образование раскалённых лавин. Лавины скатывались по склону вулкана со скоростью 60—100 км/ч. Отложения лавин представляли собой маломощные узкие полосы мелкообломочного материала протяжённостью до 2,5 км при наибольшей ширине до 70 м.

### 1987 год
Побочный прорыв «Предвиденный». Извержение происходило 24—26 февраля и 6—13 марта 1987 на юго-восточном склоне вулкана. Верхний прорыв был на высоте 3800 м, нижний — на 3400 м. Излияние лавового потока длиной 1 км.

### 1988 год
Побочный прорыв «XXV-летие Института вулканологии» (XXV ИВ). Извержение произошло на южном склоне вулкана на высоте 4000 м, продолжалось с 29 января по 14 сентября 1988

### 1989—1990 годы
Побочный прорыв имени Ю. Скуридина продолжался с 28 июля 1989 по 11 февраля 1990 на восточном склоне вулкана на высоте 4100 м. Лавовый поток протянулся на 1,5 км.

### 1993 год
15 марта 1993 года началось извержение из вершинного кратера, которое продолжалось до начала сентября. В процессе извержения произошло заполнение вершинного кратера, имеющего глубину около 200 м. В Крестовском жёлобе сформировался мощный лавовый поток с чёткими бортовыми валами. В процессе движения лавовый поток интенсивно взаимодействовал с ледником Эрмана и со склоновыми льдами Ключевского вулкана. Это вызвало фреатомагматические явления различной интенсивности и привело к образованию лахаров. Максимальный расход грязевых потоков составлял 100—150 м³/с. Лахары во многих местах пересекли 10-километровый участок грунтовой дороги восточнее г. Ключи.

### 1994 год
7 сентября 1994 года началось пароксизмальное вершинное извержение, которое продолжалось до 2 октября. Наиболее значительные эруптивные события происходили 1 октября. Из вершинного кратера на абсолютную высоту 12—13 км поднялась мощная, нагруженная пеплом эруптивная колонна. Фонтаны раскалённых бомб взлетали на 2—2,5 км над кратером, максимальный размер обломков достигал 1,5—2 м в диаметре. На юго-восток простирался густой тёмный шлейф, нагруженный вулканическими продуктами. Стена пеплопада протягивалась в сторону океана на десятки километров и уходила за линию горизонта. Лавовые потоки взаимодействовали со льдом; происходили фреатомагматические взрывы. Мощные грязевые потоки прошли по уже проработанным руслам путь 25—30 км и достигли реки Камчатки. Извержение 1994 года является одним из наиболее ярких и мощных проявлений эруптивной активности Ключевского вулкана в историческое время. После этого события эруптивная деятельность на вулкане практически прекратилась, и в течение последующих 8 лет вулкан находился в стадии покоя.

### 1995—1999 годы
Отмечался отток магмы по каналу вулкана, этот процесс сопровождался иногда резкими усилениями активности Ключевского, например, в период с 5 марта по 7 сентября 1997 наблюдался подъём пепловой колонны до 9 км н.у.м.

### 2003—2004 годы
Вершинное извержение продолжалось с 22 марта 2003 по 3 марта 2004, оно носило эксплозивный характер — наблюдалась стромболианская активность и изредка вулканская.

### 2005 год
Вершинное извержение продолжалось с 15 января по 10 апреля 2005, наблюдалась эксплозивная активность стромболианского и изредка вулканского типов. С 31 января в Крестовский жёлоб изливался лавовый поток.

### 2007 год
Вершинное извержение продолжалось с 15 февраля по 26 июля 2007, наблюдалась эксплозивная активность стромболианского и изредка вулканского типов. С 28 марта в Крестовский жёлоб изливался лавовый поток.

### 2008—2009 годы
Вершинное извержение продолжалось с 8 октября 2008 по 28 января 2009, наблюдалась эксплозивная активность стромболианского и изредка вулканского типов. С 21 ноября 2008 в Крестовский жёлоб изливался лавовый поток.

### 2009—2010 годы
Вершинное извержение продолжалось с 16 сентября 2009 по 12 декабря 2010, наблюдалась эксплозивная активность стромболианского и изредка вулканского типов. С 13 ноября 2009 лавовый поток изливался в Апахончичский жёлоб, затем в Крестовский и Козыревский желобы.

### 2012—2013 годы
С 1 сентября 2012 по 10 января 2013 в вершинном кратере вулкана Ключевской наблюдалась стромболианская деятельность.

### 2013 год
Вершинное извержение продолжалось с 15 августа по 15 декабря 2013 года. Наблюдалась стромболианская активность вершинного кратера. 26 августа лавовый поток начал изливаться в Крестовский жёлоб, затем в Апахончичский жёлоб. С 09 октября наблюдалась вулканская деятельность. 15—20 октября наблюдалась кульминационная фаза извержения вулкана с подъёмом пеплового столба до 10—12 км над уровнем моря. KVERT установил для вулкана Красный Авиационный цветовой код — наивысшую опасность для авиации. Пепловый шлейф протянулся на восток, юго-восток от Ключевского вулкана. 11 октября произошел боковой прорыв на юго-западном склоне вулкана, лавовые потоки внедрялись в ледник Богдановича. В результате таяния ледника под действием лавы, по реке Студёной прошёл лахар, осложнивший на время перемещение по трассе Петропавловск-Камчатский — Усть-Камчатск.

### 2016 год
Вершинное извержение вулкана продолжалось с 3 апреля по 6 ноября 2016 г. Наблюдалась стромболианская и вулканская активность. 23 апреля лавовый поток начал изливаться по Апахончичскому жёлобу. 24 апреля произошел боковой прорыв в Апахончичском жёлобе. 15 августа лавовый поток начал изливаться в Крестовский жёлоб.

### 2019—2020 годы
Вершинное извержение продолжалось с 1 ноября 2019 по 3 июля 2020 наблюдалась стромболианская и изредка вулканская активность. Лавовый поток изливался в Апахончичский жёлоб на юго-восточном склоне вулкана с 18 апреля до 3 июля 2020

### 2021
С 18 февраля по 20 марта 2021 года продолжалось извержение бокового прорыва им. Г. С. Горшкова на северо-западном склоне Ключевского вулкана.

### 2022
20 ноября после землетрясения вулкан начал выбрасывать вулканические бомбы.

### 2023 год
В ночь на 23 июня началось очередное извержение. Вулканологи характеризуют его как «вершинное эксплозивное извержение стромболианского типа». На момент начала не представляло опасности для окрестного наcеления и авиасообщения. 1 ноября 2023 года в рамках продолжающейся деятельности произошло пароксизмальное извержение, в результате которого пепел поднялся на высоту до 13 км над уровнем моря и вызвал задержки рейсов даже в канадском Ванкувере 4-5 ноября 2023 года.

### 2025 год
30 июля началось очередное извержение. Наблюдался сход раскаленной лавы по западному склону, мощное свечение над вулканом, взрывы. Причиной извержения стало землетрясение.После небольшого перерыва 12 августа вулкан Ключевской начал второе извержение в году выбросив 10км столб пепла в воздух

## Научные наблюдения
На подножии Ключевского вулкана в посёлке Ключи находится Камчатская вулканологическая станция имени Ф. Ю. Левинсона-Лессинга Института вулканологии и сейсмологии Дальневосточного отделения РАН.
На склонах вулкана расположены сейсмические станции.

## Происшествия
3 сентября 2022 года при восхождении на вулкан погибли 9 российских туристов.

## Галерея
- Ключевской вулкан. 2002 (НАСА)
- Ключевской вулкан. 2004
- Ключевской вулкан. 2004
- Извержение 24 февраля 2005 года
- Ключевской вулкан. Космический радарный снимок
- Ключевской вулкан. Февраль 2010 (НАСА)
- Ключевской вулкан. Март 2010 (НАСА)
- Извержение 16 ноября 2013 года. Также видны Плоская Дальняя, Толбачик, Зимина, Большая Удина, и Безымянный.
- Извержение 2020 года